# 신의고등학교
신의고등학교는 경기도 안산시에 있었던 산업체 부설 고등학교이다.

## 연혁
- 1988년 3월 1일: 개교
- 2002년 2월 28일: 폐교

## 같이 보기
- 신일중학교
- 신일고등학교
- 서울사이버대학교